# José Luis Mendoza Corzo
José Luis Mendoza Corzo (ur. 4 stycznia 1960 w Cristóbal Obregón) – meksykański duchowny rzymskokatolicki, od 2007 biskup pomocniczy Tuxtla Gutiérrez.

## Życiorys
Święcenia kapłańskie przyjął 7 lutego 1988 i został inkardynowany do diecezji Tuxtla Gutiérrez. Po stażu wikariuszowskim i studiach specjalistycznych w Rzymie objął stanowisko wychowawcy diecezjalnego seminarium, a niedługo później został także jego ekonomem. W latach 1999–2002 był wikariuszem biskupim ds. duszpasterskich, zaś w kolejnych latach obejmował urzędy kanclerza kurii (2002-2004), proboszcza (2004-2007) oraz wikariusza generalnego diecezji (2005-2007).
23 marca 2007 został prekonizowany biskupem pomocniczym Tuxtla Gutiérrez ze stolicą tytularną Lamiggiga. Sakry biskupiej udzielił mu 8 maja 2007 ówczesny ordynariusz tejże archidiecezji, Rogelio Cabrera López.